# Urogymnus asperrimus
Urogymnus asperrimus е вид акула от семейство Dasyatidae. Видът е уязвим и сериозно застрашен от изчезване.

## Разпространение и местообитание
Разпространен е в Австралия (Западна Австралия, Куинсланд и Северна територия), Вануату, Виетнам, Египет, Еритрея, Йемен, Индия, Индонезия, Ирак, Иран, Кения, Мадагаскар, Малайзия, Мианмар, Нова Каледония, Обединени арабски емирства, Оман, Остров Норфолк, Пакистан, Саудитска Арабия, Сейшели, Сингапур, Соломонови острови, Судан, Тайланд, Фиджи, Шри Ланка и Южна Африка.
Обитава крайбрежията и пясъчните дъна на полусолени водоеми, океани, морета, заливи, рифове и реки в райони с тропически климат.